# Fordiophyton peperomiifolium
Fordiophyton peperomiifolium är en tvåhjärtbladig växtart som först beskrevs av Daniel Oliver, och fick sitt nu gällande namn av Carlo Hansen. Fordiophyton peperomiifolium ingår i släktet Fordiophyton och familjen Melastomataceae. Inga underarter finns listade i Catalogue of Life.